# ミツマタヤリウオ

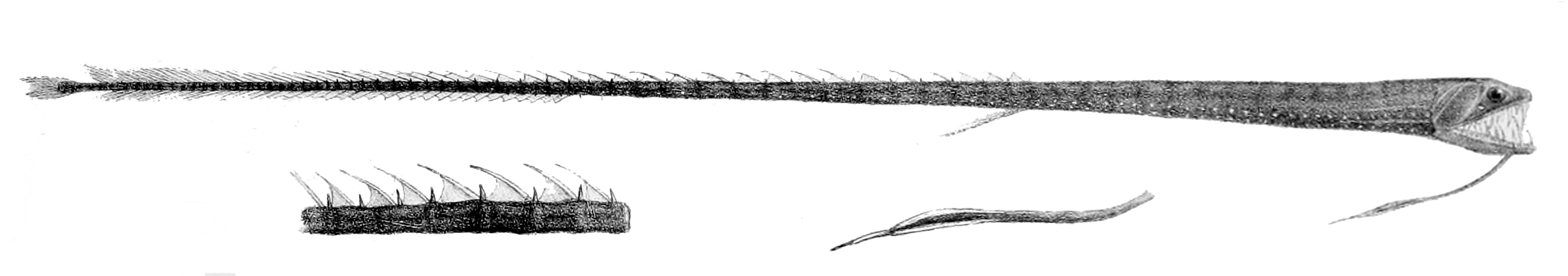
ナンヨウミツマタヤリウオの鰭と突起

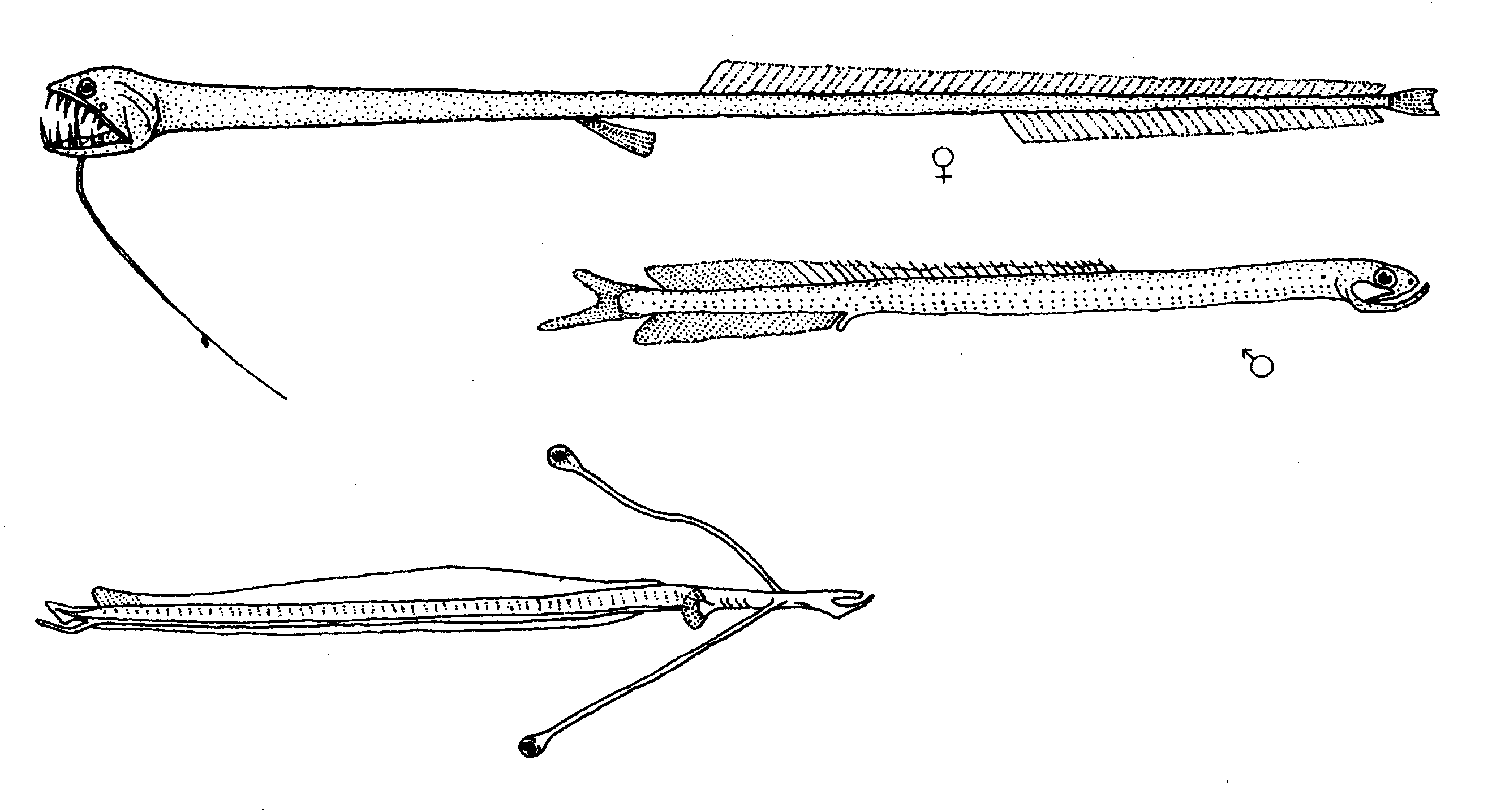
大西洋産のミツマタヤリウオの一種
Idiacanthus atlanticus。
メス（上）と、オス（中）。一番下は幼体。

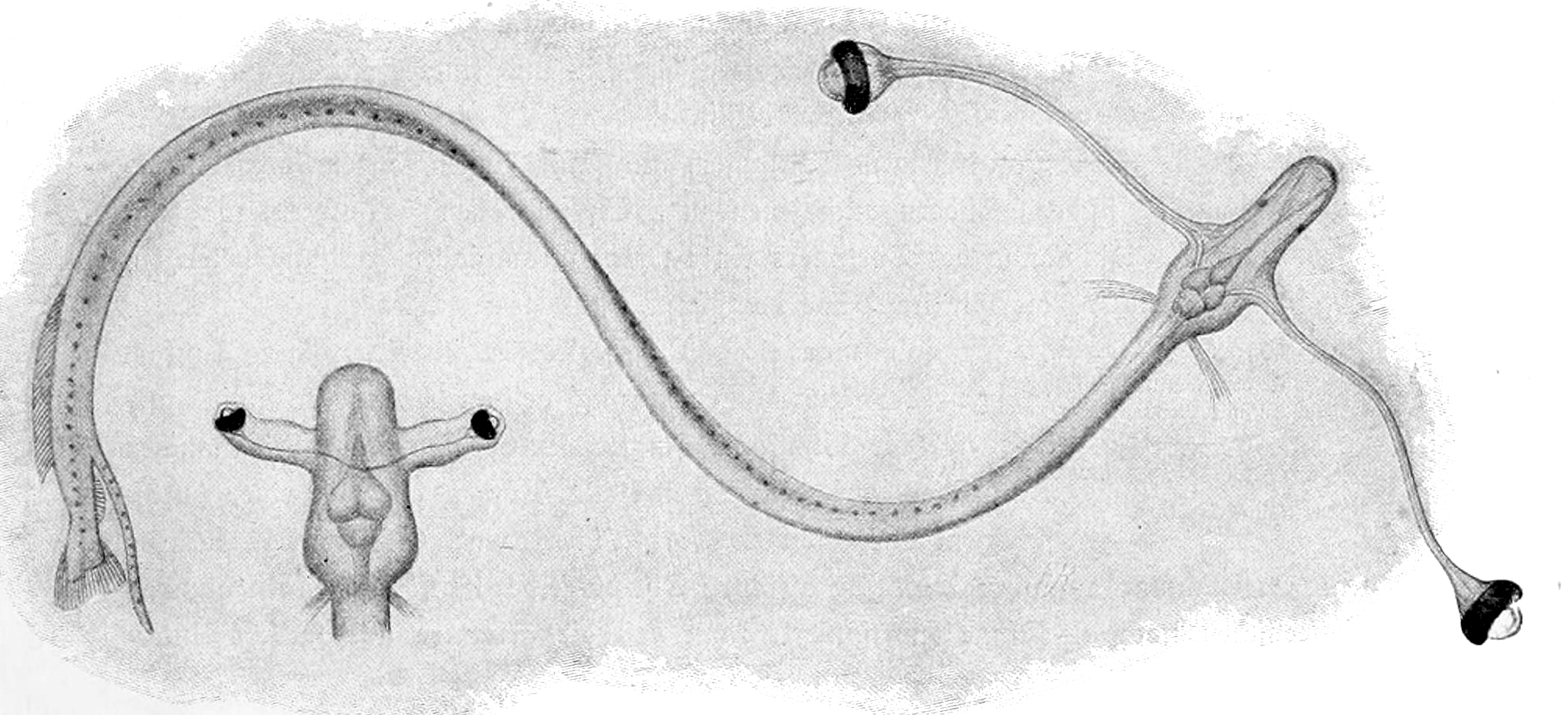
ナンヨウミツマタヤリウオの幼魚

ミツマタヤリウオ（三又槍魚、学名：Idiacanthus antrostomus）は、ワニトカゲギス目ミツマタヤリウオ科に属する魚類。

## 生息域
世界の深海の中層域の深度300メートルから1,000メートル付近に広く生息している。

## 特徴
外観は口が大きく、体が痩せて細長い体型をしている。鱗は剥がれやすく、顎から一対のヒゲ状の突起が伸び出ており、その先端と目の下部分に大きい発光器と、腹の内側に多数の小さな発光器がある。
歯は鋭く、内側へ倒れる仕組みになっており、これにより、深海で捕らえた獲物を確実に逃がさないようになっている。
ワニトカゲギス目や、深海魚の中では比較的大型の種類で、体長は最大50センチメートルにも達する。しかし、このようなサイズになるのはメスであり、オスは最大でも体長10センチメートル以下程度の大きさにしかならない。
オスはメスの1/5程度の大きさにしかならないのが本種の大きな特徴であり、口も小さく、歯や顎の突起が退化している種もいる。多くの場合、オスは成魚はほとんど食事を取らず、メスを探し、生殖にだけ全てを費やすといわれる。
このようにメスが大きく、オスが小さい深海魚の仲間ではチョウチンアンコウの仲間などがいるが、類縁関係が遠い種でも、このような奇妙な共通点がある。

## 幼魚
本種は雌雄の大きさでも奇妙だが、それ以上に奇妙な点として、表層で過ごす幼体時の形態が挙げられる。
幼魚は体色が乳白色だが、目の部分が著しく飛び出しており、目から糸が伸びて体に繋がっているような姿であり、それは体長の半分ほどにもなる。成長して生息深度が深くなるとともに、目は少しずつコイル状に巻かれ、最後には顔に完全に癒着する。成体になるとその痕跡も消えて幼魚の面影はなくなる。また、腹部から細い糸状に消化器官が伸びているが、これも成長とともに体内へと引き込まれていき、体内に完全に収納される。
幼魚と成魚の姿が違いすぎることから、かつてはスチロフタルムス属という別属に分けられていた。この長く伸びた目で視界を拡げて外敵から身を守ると言われるが、明らかではない。この幼魚時の姿が和名の由来である。
本種のように珍妙な幼魚期を持つ深海魚には、本種の幼魚に酷似したギンソコイワシと、体の突起が伸びたフシギウオ、成魚になると目が前方に突出するボウエンギョ、腹鰭が退化して、体の模様がなくなるイレズミコンニャクアジ等といったものがいる。

## 種類
日本近海には主にミツマタヤリウオ、南太平洋にはナンヨウミツマタヤリウオ Idiacanthus fasciolaが生息している。
後者は前者よりやや体が小さめで、目の後の発光器が大きい。